# Deiniolen
Deiniolen è un centro abitato del Galles, situato nella contea del Gwynedd.